# Суму-ла-Ел
Суму-ла-Ел је био владар Прве вавилонске династије. Према доњој хронологији, владао је од 1817. до 1781. године п. н. е. 

## Владавина
Суму-ла-Ел је био син и наследник Сумуабума, оснивача Прве вавилонске династије. Као и његов отац, ширио је вавилонску државу на штету аморитских држава у Казалу, Кишу и Сипару. Доживео је пораз од Синидинима, владара Ларсе, што није значајније угрозило његову државу. Свога сина, Сабиума, поставио је за намесника Сипара. Сабиум га је наследио на престолу Вавилона настављајући успешну владавину својих претходника.

## Краљеви Прве вавилонске династије
| Краљ         | Владавина                                  | Коментар                                                               |
| ------------ | ------------------------------------------ | ---------------------------------------------------------------------- |
| Сумуабум     | око 1830—1817 п. н. е.(Кратка хронологија) | Оснивач дианстије                                                      |
| Суму-ла-Ел   | око 1817—1781 п. н. е.                     |                                                                        |
| Сабиум       | око 1781—1767 п. н. е.                     |                                                                        |
| Апил-Син     | око 1767—1749 п. н. е.                     |                                                                        |
| Син-мубалит  | око 1748—1729 п. н. е.                     |                                                                        |
| Хамураби     | око 1728—1686 п. н. е.                     | Царство достиже врхунац, простире се на територији читаве Месопотамије |
| Шамсу-Илуна  | око 1686—1648 п. н. е.                     |                                                                        |
| Абиешу       | око 1648—1620 п. н. е.                     |                                                                        |
| Ами-дитана   | око 1620—1583 п. н. е.                     |                                                                        |
| Ами-садука   | око 1582—1562 п. н. е.                     |                                                                        |
| Шамсу-Дитана | око 1562—1531 п. н. е.                     | Пад Вавилона                                                           |